# Дрезина

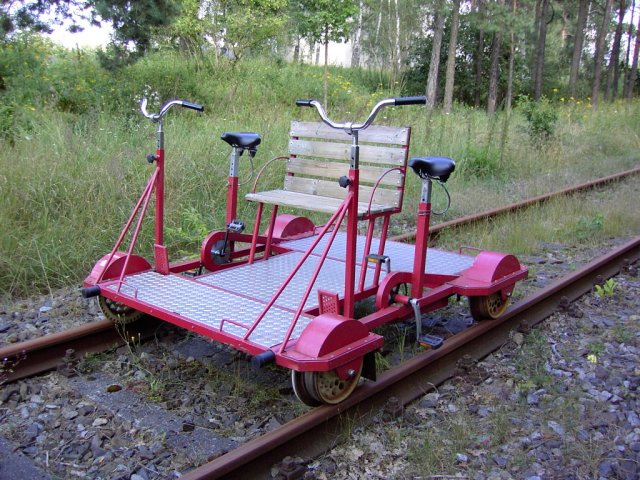
Велосипедна дрезина

Дрези́на (нім. Draisine — за іменем винахідника К. Ф. Дреза, нім. K. F. Drais) — транспортний засіб на залізничному ходу для інспекторських поїздок, перевезення службового персоналу, матеріалів, механізмів і інструменту на невеликі відстані для ремонту шляху і залізничних пристроїв.
В сучасному вигляді дрезина складається з легкої рами на чотирьох колесах, подібних до коліс залізничних вагонів. Приводиться в рух ручним важелем або велосипедними педалями. Облаштовується місцями для посадки пасажирів.
Крім дрезин з ручним приводом існують також самохідні: автодрезини (з двигуном автомобільного типу) та мотодрезини (з двигуном мотоциклетного типу).

## Історія виникнення
Перший прототип сучасного велосипеда — двоколісну «біжучу машину» (нім. Laufmaschine), побудував та запатентував німецький винахідник Карл Дрез у 1817, використовуючи її для власного пересування. Пізніше цю машину було названо пресою «дрезина» за прізвищем винахідника.
В сучасному вигляді дрезина введена у використання на залізницях 1839.

## Мотодрезина
Мотодрези́на — самохідна дво-, чотири- або шестимісна дрезина з двигуном внутрішнього згоряння невеликої потужності мотоциклетного типу. Дрезини з потужнішими двигунами автомобільного типу називають автодрезини.
Призначена для перевезення обслуговчого персоналу залізничних колій, матеріалів і інструментів для проведення технічних оглядів залізничних шляхів, штучних споруд і пристроїв зв'язку.
До мотодрезини можна чіпляти 1-2 платформи, на кожній з яких можна перевозити до 10 пасажирів або вантаж масою до 1 тонни. Максимальна швидкість руху мотодрезини з платформами становить 50 км/год, маса мотодрезини — 200—320 кг, маса платформи — 240 кг.